# Chronologie de New York
Cette chronologie de New York résume en quelques dates marquantes l'histoire de cette ville, qui s'est échelonnée sur plusieurs siècles.

## XVIesiècle
- En 1524, Giovanni da Verrazzano, navigateur italien, passe à proximité de la baie de New York, qu'il nomme Nouvelle Angoulême pour honorer celui qui finança en grande partie son expédition : François Ier, roi de France, et comte d'Angoulesme (aujourd'hui Angoulême) de 1496 jusqu'à son accession au trône en 1515.

## XVIIesiècle
- En 1609, le navigateur anglais Henry Hudson redécouvre la baie de New York le 11 septembre.
- En 1614, la région devient une colonie hollandaise et prend le nom de Nouvelle-Néerlande.
- En 1624, les premiers colons, essentiellement originaires des Pays-Bas, s'installent sur l’île de Manhattan, qui est appelée La Nouvelle-Amsterdam.
- En 1650, la ville compte 1000 habitants.
- En 1626, le navigateur Pierre Minuit rachète l'île de Manhattan aux Amérindiens pour l'équivalent de 24 dollars.
- En 1657, arrivée des premiers quakers anglais.
- En 1664, le gouverneur néerlandais Pieter Stuyvesant se rend à ses ennemis anglais. La ville devient colonie britannique et prend le nom de « New York ».
- En 1698, la ville compte environ 5 000 habitants.

## XVIIIesiècle
- En 1703, construction du Federal Hall, hôtel de ville de New York.
- En 1725, création de la New York Gazette, premier journal de la ville.
- En 1754, création du King's College (qui deviendra par la suite l'université Columbia) et de la New York Society Library, plus vieille institution culturelle de New York.
- En 1774, la ville compte 23 000 habitants.
- En 1776, la ville passe aux mains des britanniques lors de la guerre d’indépendance
- En 1776, le Grand Incendie de New York de 1776 détruit environ un quart de la ville.
- En 1783, après la reconnaissance de l'indépendance des États-Unis par la Grande-Bretagne, la ville de New York devient américaine.
- De 1785 à 1790, New York devient la première capitale des États-Unis.
- En 1789, George Washington, premier président des États-Unis, prête serment à New York, sur le balcon du Federal Hall.
- En 1790, avec 33 000 habitants, New York devient la plus grande ville du pays, dépassant Philadelphie. La capitale est cependant transférée à Philadelphie.

## XIXesiècle
- En 1812, construction de l'hôtel de ville de New York.
- En 1817, création du New York Stock Exchange.
- En 1820, la ville compte 123 000 habitants.
- En 1822, ouverture du Fulton Fish Market.
- En 1825, l'ouverture du canal Érié relie les Grands Lacs au port de New York, qui attire bientôt la moitié des importations des États-Unis.
- En 1831, création de la New York University.
- En 1835, ville compte environ 300 000 habitants.
- En 1835, le Grand Incendie de New York de 1835 détruit la Bourse de New York et la plupart des bâtiments de la pointe sud de Manhattan près de Wall Street.
- En 1838, ouverture du cimetière de Greenwood à Brooklyn.
- En 1844, fondation du New York Yacht Club, l'un des plus anciens et des plus prestigieux du monde, fondateur de la Coupe de l'America.
- En 1845, l'écrivain Edgar Poe s'installe à Greenwich Village.
- En 1850, la ville compte 550 000 habitants.
- En 1851, fondation du journal New York Times.
- En 1853, l'Exposition Universelle se tient dans la ville.
- En 1858, ouverture de Central Park.
- En 1860, la ville compte plus de 810 000 habitants.
- En 1863, en pleine guerre de Sécession, la ville de New York est secouée par de violentes émeutes.
- En 1867, ouverture de Prospect Park à Brooklyn.
- En 1870, la ville atteint les 1 000 000 d'habitants.
- En 1872, ouverture du Metropolitan Museum of Art.
- En 1877, ouverture du Musée Américain d'Histoire Naturelle.
- En 1878, achèvement de la cathédrale Saint-Patrick.
- En 1879, inauguration du premier Madison Square Garden. La ville compte 1 200 000 habitants.
- En 1883, ouverture du Pont de Brooklyn et du Metropolitan Opera House.
- En 1886, inauguration de la Statue de la Liberté, offerte par la France comme symbole universel de la liberté, de la démocratie et de l'amitié franco-américaine.
- En 1889, fondation du Wall Street Journal.
- En 1890, la ville compte 1 700 000 habitants.
- En 1891, inauguration de Carnegie Hall. Ouverture du Jardin botanique de New York.
- En 1892, les services d'immigration d'Ellis Island commencent à fonctionner.
- En 1895, ouverture de la New York Public Library. Inauguration du Washington Square Arch.
- En 1897, ouverture du Brooklyn Museum.
- En 1898, nouvelle organisation territoriale et administrative de New York. L'ancienne ville de New York (composée de Manhattan et du Bronx à l'époque) fusionne avec la ville de Brooklyn, le comté de Richmond (Staten Island) et le comté de Queens pour former la nouvelle ville de New York (City of New York).
- En 1899, ouverture du Zoo du Bronx.

## XXesiècle
- En 1900, la ville compte 3 400 000 habitants.
- En 1902, construction du Flatiron Building.
- En 1903, ouverture du parc d'attractions Luna Park sur Coney Island. Ouverture du pont de Williamsburg.
- En 1904, le Métro de New York commence à fonctionner.
- En 1910, le Port de New York devient le plus important du monde (il le restera jusqu'en 1961).
- En 1913, création de l'équipe de baseball des New York Yankees (qui succède aux New Yorks Islanders). Achèvement de la gare de Grand Central Terminal et du Woolworth Building.
- En 1914, création de la Federal Reserve Bank of New York.
- En 1915, l'US Open de tennis se joue pour la première fois à New York, à Forest Hills.
- Vers 1920, la Bourse de New York dépasse celle de Londres et devient la plus importante du monde.
- En 1922, ouverture du Cotton Club à Harlem.
- En 1923, ouverture du Musée de la ville de New York.
- En 1925, New York compte 7 774 000 habitants, ce qui en fait la ville la plus peuplée du monde, dépassant Londres. Création de l'équipe de football américain des New York Giants.
- En 1929, en octobre, effondrement de la bourse à Wall Street. Ouverture du Museum of Modern Art (MOMA).
- En 1930, inauguration du Chrysler Building (318 mètres).
- En 1931, achèvement de la construction de l'Empire State Building, plus haut édifice du monde à l'époque, avec ses 381 mètres. Ouverture du Whitney Museum of American Art.
- En 1932, ouverture du Radio City Music Hall.
- En 1935, ouverture de la Frick Collection.
- En 1939, tenue de l'Exposition universelle de New York. Ouverture de l'aéroport de La Guardia et du Rockefeller Center.
- En 1948, ouverture de l'aéroport international de New York.
- En 1951, le siège de l'ONU est inauguré, construit sur une parcelle de terrain offerte par John D. Rockefeller.
- En 1957, création de la comédie musicale West Side Story.
- En 1959, inauguration du musée Guggenheim de l'architecte Frank Lloyd Wright.
- En 1962, ouverture du centre culturel Lincoln Center regroupant plusieurs bâtiments. Création de l'équipe de baseball des New York Mets.
- En 1964-1965, Exposition universelle de New York. Achèvement du pont suspendu de Verrazano, à l'époque le plus long du monde.
- En 1965, assassinat à Harlem du leader noir Malcolm X.
- En 1970, première édition du marathon de New York, devenu depuis le plus important au monde.
- En 1973, ouverture du complexe du World Trade Center, dont les tours jumelles seront les plus hauts gratte-ciels de New York, jusqu'à leur destruction en 2001.
- En 1976, construction du téléphérique Roosevelt Island Tramway.
- En 1980, l'ex-Beatle John Lennon est assassiné devant son domicile, au Dakota Building.
- En 1993, première édition de la Semaine de la Mode de New York (New York Fashion Week), l'une des quatre principales dans le monde.

## XXIesiècle
- En 2000, la population atteint pour la première fois les 8 000 000 d'habitants.
- Le 11 septembre 2001, la ville de New York est au cœur des attentats terroristes perpétrés par Al-Qaïda. Les Tours jumelles du World Trade Center sont détruites.
- En 2009, ouverture de la promenade plantée de la High Line sur d'anciennes voies ferroviaires.
- En 2011, achèvement de la tour Gehry, plus haut gratte ciel résidentiel d'Amérique (267 m).
- En octobre 2012, la ville est durement touchée par l'ouragan Sandy.
- En 2014, ouverture du nouveau One World Trade Center, + haut gratte ciel de la ville et d'Amérique (541 m).
- En 2016, ouverture de l'Oculus, nouvelle gare du World Trade Center par Santiago Calatrava.
- En 2019, inauguration de la structure The Vessel et du centre culturel The Shed, dans le quartier d'Hudson Yards rénové.
- En 2020, la ville atteint les 8 800 000 habitants.
- En 2020-2021, la ville est fortement touchée par l'épidémie de COVID-19, faisant plus de 30 000 victimes.